# Canton d'Amiens 7e (Sud-Ouest)
Le canton d'Amiens 7 (Sud-Ouest) est un ancien canton français situé dans le département de la Somme et la région Picardie.

## Géographie
Ce canton était organisé autour d'Amiens dans l'arrondissement d'Amiens. Son altitude variait de 14 m (Amiens) à 106 m (Amiens) pour une altitude moyenne de 32 m.

## Histoire
- De 1833 à 1840, les cantons d'Amiens (Sud-Ouest) et (Nord-Ouest) étaient réunis et avaient le même conseiller général (Jean-Baptiste Caumartin). Le nombre de conseillers généraux était limité à 30 par département.

### Evolution géographique

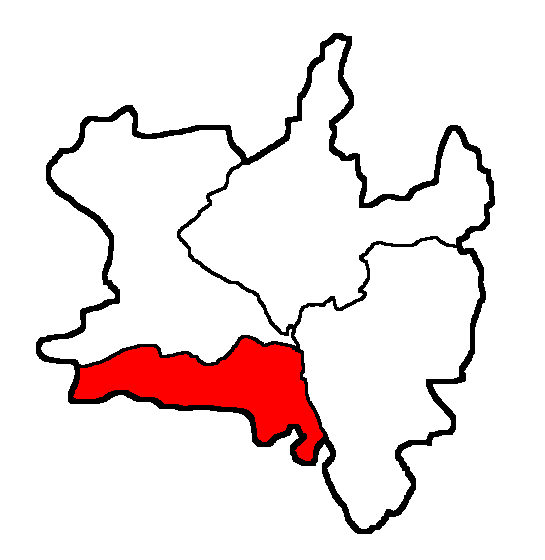
1801-1973
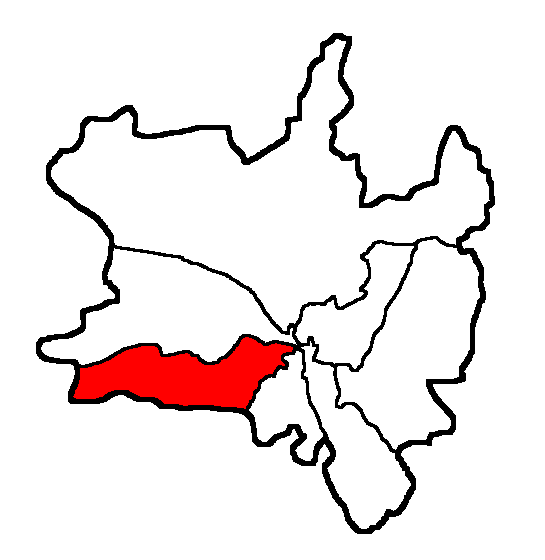
1973-2015

## Représentation

### 1833 - 1973
| Régime                           | Début | Fin               | Conseiller                 | Parti / Idéologie   | Parti / Idéologie | Observation                                                                                       |
| -------------------------------- | ----- | ----------------- | -------------------------- | ------------------- | --- | ------------------------------------------------------------------------------------------------- |
| Monarchie de Juillet             | 1833  | 1842              | Jean-Baptiste Caumartin    |                     | Majorité ministérielle | Avocat puis magistrat, Député (1815 et 1827-1842) Président du Conseil Général (1833, 1835, 1837) |
| Monarchie de Juillet             | 1842  | 1848              | Charles-Gabriel Lemerchier |                     | | Docteur en médecine, Maire d'Amiens (1835-1839)                                                   |
| IIe République                   | 1848  | 1852              | Louis Mâlot                |                     | Parti de l'Ordre | Avocat                                                                                            |
| Second Empire                    | 1852  | 1861              | Constant Allart            |                     | Majorité dynastique | Notaire - Maire d'Amiens (1851-1860) Député (1848-1849 et 1852-1861), décédé en cours de mandat   |
| Second Empire                    | 1862  | 1874              | Alexandre Duflos           |                     | | Fabricant de savon et négociant Adjoint au Maire d'Amiens                                         |
| IIIe République                  | 1862  | 1874              | Alexandre Duflos           |                     | | Fabricant de savon et négociant Adjoint au Maire d'Amiens                                         |
| 1874                             | 1895  | Frédéric Petit    |                            | Radical-socialiste  | Directeur de fabrique, Maire d'Amiens (1880-1881 et 1884-1895) Sénateur (1886-1895), décédé en cours de mandat                 |                                                                                                   |
| 1895                             | 1900  | Alphonse Paillat  |                            | Républicain radical | Propriétaire, Adjoint au Maire d'Amiens Élu lors d'une élection partielle en 1895, décédé en cours de mandat                   |                                                                                                   |
| 1900                             | 1904  | Louis Dewailly    |                            | Républicain         | Industriel dans le textile, Conseiller municipal d'Amiens Élu lors d'une élection partielle en 1900, décédé en cours de mandat |                                                                                                   |
| 1904                             | 1910  | Albert Catoire    |                            | FR                  | Avocat à Amiens, décédé en cours de mandat                                                                                     |                                                                                                   |
| 1910                             | 1923  | Georges Béthouart |                            | FR                  | Négociant en tissus, Adjoint au Maire d'Amiens                                                                                 |                                                                                                   |
| 1923                             | 1934  | Estève Landot     |                            | PRS                 | Directeur d'école, Adjoint au Maire d'Amiens (1925-1934) Décédé en cours de mandat                                             |                                                                                                   |
| 1934                             | 1940  | Henri Leroy       |                            | AD                  | Négociant en charbons à Amiens                                                                                                 |                                                                                                   |
| 1940-1944 - Occupation allemande |       |                   |                            |                     | |                                                                                                   |
| IVe République                   | 1945  | 1967              | Maurice Vast               |                     | SFIO puis DVG | Industriel Maire d'Amiens (1944-1953 et 1959-1971)                                                |
| Ve République                    | 1945  | 1967              | Maurice Vast               |                     | SFIO puis DVG | Industriel Maire d'Amiens (1944-1953 et 1959-1971)                                                |
| 1967                             | 1973  | Yves Mercher      |                            | DVG puis MDS        | Inspecteur des PTT, Adjoint au Maire d'Amiens                                                                                  |                                                                                                   |

### 1973 - 2015
| Régime        | Début | Fin               | Conseiller            | Parti / Idéologie | Parti / Idéologie     | Observation                                                                         |
| ------------- | ----- | ----------------- | --------------------- | ----------------- | --------------------- | ----------------------------------------------------------------------------------- |
| Ve République | 1973  | 1998              | Gérard Moularde       |                   | UDR puis RPR puis DVD | Vétérinaire, Conseiller municipal d'Amiens                                          |
| Ve République | 1998  | 1999 (annulation) | Éliane Gillet-Miannay |                   | PS                    | Directrice d'école, Conseillère municipale d'Amiens, élection invalidée             |
| Ve République | 1999  | 2004              | Marc Thuilot          |                   | UDF                   | Kinésithérapeute, Adjoint au Maire d'Amiens, élu lors d'une élection partielle      |
| Ve République | 2004  | 2015              | Jean-Pierre Tétu      |                   | Les Verts puis EELV   | Agent de maîtrise, Conseiller municipal d'Amiens, Vice-Président du Conseil Général |

À la suite du redécoupage de 2014, ce canton se retrouve dans le nouveau canton d'Amiens-7.

### Conseillers d'arrondissement (de 1833 à 1940)
| Période                                  | Période          | Identité                  | Étiquette              | Qualité |
| ---------------------------------------- | ---------------- | ------------------------- | ---------------------- | --- |
| 1833                                     | 1858             | Jacques-Auguste Hullot    |                        | Ancien colonel de la Garde Nationale, conseiller municipal d'Amiens, ancien conseiller général                                                                 |
|                                          |                  |                           |                        | |
|                                          | 1887 (démission) | Robert Godefroy           |                        | Adjoint au maire d'Amiens |
|                                          |                  |                           |                        | |
| 1913                                     | 1919             | Henri Morelle-Lucas       | Progressiste de droite | Négociant en vins à Amiens, Président du Syndicat du commerce en gros des vins et spiritueux de la Somme                                                       |
| 1919                                     | 1925             | Gustave Crampon           | Progressiste de droite | Propriétaire, conseiller municipal d'Amiens |
| 1925                                     | 1931             | Jules Thierry             | SFIO                   | Charcutier à Amiens, ancien conseiller d'arrondissement puis conseiller général du canton d'Amiens-Sud-Est, adjoint au maire d'Amiens (1919-1921 et 1925-1929) |
| 1931                                     | 1940             | Charles Hotte (1899-1959) | Droite                 | Carrossier, Président de la Chambre syndicale des fabricants de voitures Adjoint au maire d'Amiens (1935-1944)                                                 |
| 1940                                     |                  |                           |                        | Les conseils d'arrondissement ont été suspendus par la loi du 12 octobre 1940 et n'ont jamais été réactivés                                                    |
| Les données manquantes sont à compléter. |                  |                           |                        | |

## Composition

### De 1833 à 1970
Secteurs sud-ouest d'Amiens :
- Hôtel de Ville
- Ecole rue Jules Lefebvre
- Ecole Châteaudun
- Ecole Route de Rouen
- Ecole Rue de la Demi-Lune
- Petit-Saint-Jean

Commune de Pont-de-Metz

### De 1970 à 2015
| Communes     | Population (2012) | Code postal | Code Insee |
| ------------ | ----------------- | ----------- | ---------- |
| Amiens       | 135 501 (1)       | 80000       | 80021      |
| Pont-de-Metz | 1 656             | 80480       | 80632      |

(1) fraction de commune.

## Démographie
| 1962 | 1968 | 1975 | 1982 | 1990 | 1999 | 2009 |
| ---- | ---- | ---- | ---- | ---- | ---- | ---- |
| -    | -    | -    | -    | -    | -    | -    |